# Maizières-lès-Brienne
Maizières-lès-Brienne è un comune francese di 184 abitanti situato nel dipartimento dell'Aube nella regione del Grand Est.

## Società

### Evoluzione demografica
Abitanti censiti